# André Thomkins
André Thomkins (* 11. August 1930 in Luzern; † 8. November 1985 in West-Berlin) war ein Schweizer Maler, Zeichner und Dichter. Er lebte ab 1952 in Deutschland und lehrte von 1971 bis 1973 als Professor an der Kunstakademie Düsseldorf.

## Leben und Werk
André Thomkins wurde 1930 als zweites Kind von Frida Thomkins, geborene Hersperger, und dem Architekten John Thomkins in Luzern geboren. Bereits während seiner Schulzeit begann er zu zeichnen und interessierte sich für geometrische Konstruktionen.

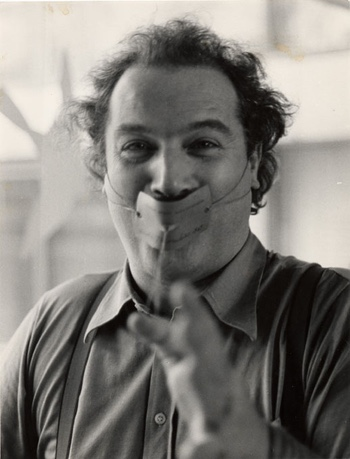
André Thomkins: „Zahnschutz gegen Gummiparagraphen“

1947 bis 1949 besuchte Thomkins die Kunstgewerbeschule in Luzern und wechselte 1950 nach Paris an die Académie de la Grande Chaumière. Dort lernte er Eva Schnell kennen. 1952 heirateten die beiden in Rheydt, wo Schnell als Zeichenlehrerin tätig war.
Thomkins setzte sich mit dem Surrealismus auseinander und erfand seine „Schwebsel“-Figur. In dieser Zeit lernte er die Künstler Dieter Roth und Daniel Spoerri kennen, mit denen er fortan öfters gemeinsam arbeitete und ausstellte. 1953 druckte Thomkins seine ersten Lithografien. In Essen kreierte er Zeitungsüberzeichnungen (Vexierklischees). Er liess sich durch die Oberflächenspannung von Lacken inspirieren, woraus dann seine kleinen Lackskins entstanden.

„Ein Tropfen oder ein zähflüssiger Faden von Lackfarbe fällt auf das Wasser, breitet sich darauf aus und besetzt die Oberfläche. Die Zeichnung, die entsteht, kann fortwährend verändert werden, mit Mitteln, deren Wirkung ein Wechselspiel zwischen künstlichen und natürlichen Kräften auslöst: bläst man auf den Lack, so treibt er auseinander in der gewünschten Richtung, löst sich in Graustufen von photographischer Feinheit auf und suggeriert Plastizität […].“

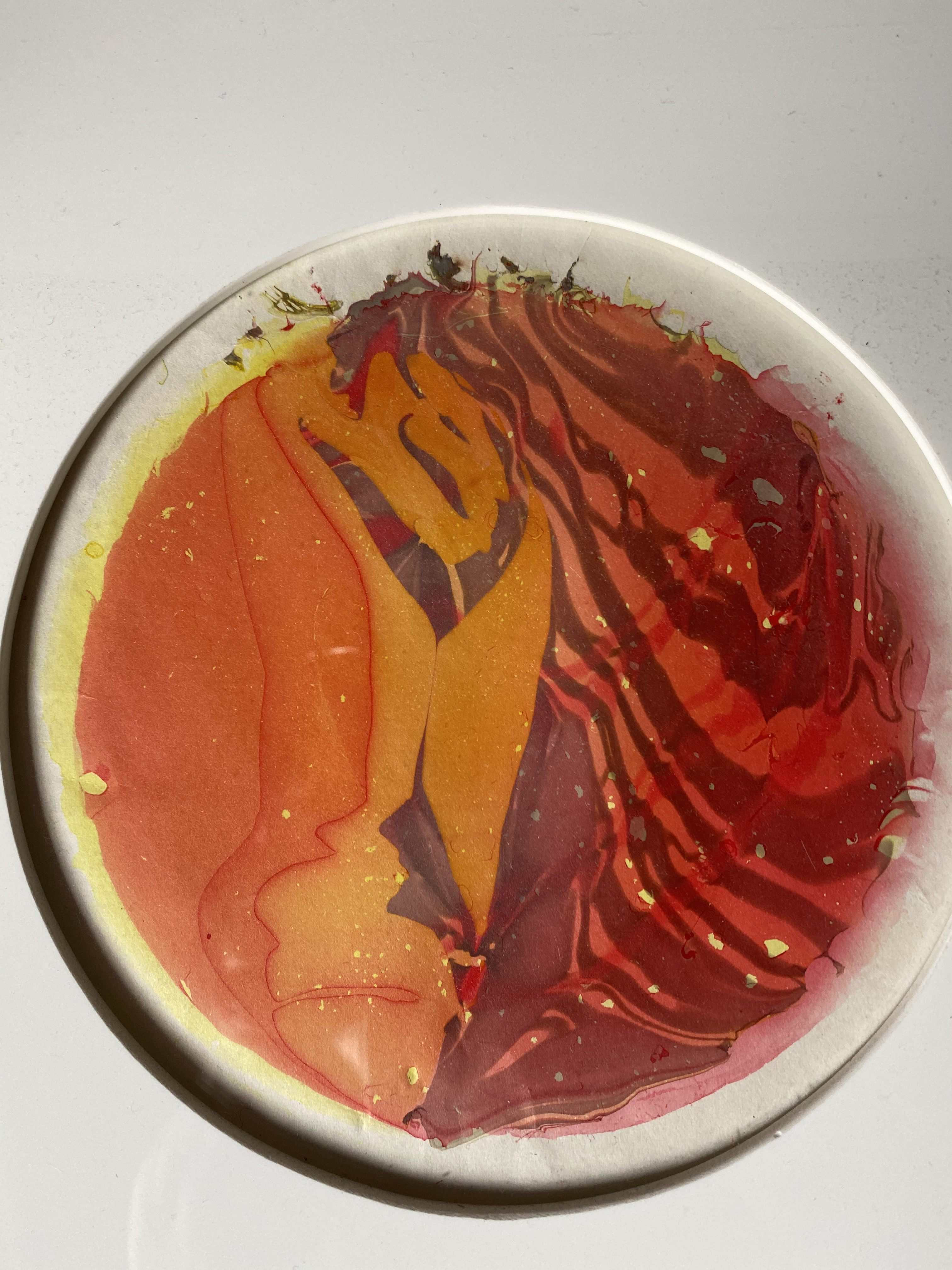
André Thomkins: „Lackskin“

1956 schuf er Miniaturplastiken aus Plastilin und Laubsägeblättern. 1957 entstanden Palindrome, Plastilinstempel-Arbeiten und das Knopfei (das Ei mit dem einen angenähten Knopf). 1961 fertigte er Rollagen-Arbeiten und das Bühnenbild zu Der Hausmeister von Harold Pinter, am Theater am Dom in Köln. 1962 begann er mit der Lackskin-Serie Die Astronauten und entwarf für das Theater am Dom in Köln das Bühnenbild zu Edward Albees Der amerikanische Traum. Der deutsche Regisseur Carlheinz Caspari (1921–2009) und der Schauspieler und Filmemacher Alfred Feussner (1936–1969) gründeten in Köln das Labyr, eine ästhetisch-ethische Denkfigur und Kulturtechnik. Labyr, um 1960 von Carlheinz Caspari entwickelt, wie es hieß, ist es eine bislang unbeschriebene ästhetisch-ethische Denkfigur und Kulturtechnik, die alle bisherigen künstlerischen Modelle an Radikalität überbietet. Thomkins stiess bis 1964/1965 mit Labyr-Aktivität dazu. 1972 entwarf er das Bühnenbild zu Tristan Tzaras Gasherz und Illustrationen zum Spielplanheft des Schauspielhauses Düsseldorf.
Seine zeichnerische Könnerschaft zeigt sich vor allem in den kleinformatigen, surrealen Bleistiftzeichnungen der 60er Jahre. Geometrische und organische Motive evozieren in vieldeutigen Verflechtungen labyrinthische Räume, wie beispielsweise in der Bleistiftzeichnung „antrop“ von 1966. 1963 folgte die Fertigstellung der grossen Lackskins für die Jakobuskirche von Eckhard Schulze-Fielitz aus Stahlrohr und Kunststoff in Düsseldorf-Eller. 1964 schuf Thomkins die Shadowbuttoneggs (Knopfei-Schatten), studierte 1965 altmeisterliche Maltechniken und arbeitete an miniaturartigen Plastiken aus Ton, den sogenannten Keramiktürmchen. 1966 wurde die renovierte reformierte Kirche in Sursee mit zehn Glasfenstern von Thomkis eingeweiht. 1967 schuf er zwei grosse Glasfenster für die Schule in Köln-Mülheim, im Zuge der Umbauten durch den Architekten Erich Schneider-Wessling, heute die André-Thomkins-Schule. Schneider-Wessling hatte von 1962 bis 1965 das Wohn- und Studiogebäude Labyr für den Komponisten Karlheinz Stockhausen in Kürten erbaut.
Zusammen mit Dieter Roth und Daniel Spoerri schuf Thomkins die sogenannte Eat Art, („Ess-Kunst“), Kunstwerke und Aktionen, die mit dem Thema Essen in Beziehung stehen. 1968 wurde das „Restaurant der Sieben Sinne“ von Spoerri eröffnet. An der Aussenfassade hingen die Palindrom-Schilder von Thomkins, welche sich heute im Skulpturengarten Il Giardino bei Seggiano befinden. Über die Jahre hatte Thomkins über hundert Palindrome, mit vor- und rückwärts zu lesenden Wörtern oder Wortfolgen, in Form von blauen Straßenschildern mit weißer Schrift kreiert:

„STRATEGY: GET ARTS“

„oh cet écho!“

„nie reime, da kann akademie rein“

1969 entstanden diverse Gummiobjekte, wie die Serie Rocker und der Zahnschutz gegen Gummiparagraphen (siehe Portraitfoto oben) und 1970 Paraphrasen nach Werken von Jacques Callot, Johann Heinrich Füssli, Arnold Böcklin.
Von 1971 bis 1973 lehrte Thomkins Malerei und Grafik an der Kunstakademie Düsseldorf.
1976 verfolgte er eine Drucktätigkeit in der Radierwerkstatt Peter Kneubühlers in Zürich, ein Projekt des Druckgrafik-Verzeichnisses mit dem Galeristen Pablo Stähli und gemeinsame Pantographenzeichnungen mit Robert Filliou. 1978 siedelte Thomkins von Essen nach Zürich um und mietete sich im Kulturzentrum „Rote Fabrik“ ein Atelier. 1979 beteiligte er sich an Konzerten wie Performance 79 in der Städtischen Galerie im Lenbachhaus in München und Selten gehörte Musik für Tastinstrumente in Hamburg. 1981 nahm er die Tonbandaufnahmen zu seiner Schallplatte bösendorfer mit Dieter Roth in Reykjavík auf. In Flüeli-Ranft baute er ein 25 Meter langes Xylophon in freier Landschaft, das durch Werfen kleiner Holzwürfel erklingt. 1982 erhielt er ein DAAD-Stipendium in Berlin. 1983 liess Thomkins seine alten „Labyrinth“-Idee wiederaufleben und begann in der Luzerner Nationalbank-Niederlassung am Wandbild Labyrinth zu arbeiten. 1984 nahm er den Lehrauftrag für Malerei und Grafik an der Kunstakademie München an.
Am 9. November 1985 starb Thomkins in Berlin an Herzversagen. André und Eva Thomkins sind auf dem Siepenfriedhof in Essen beigesetzt. Auf dem Grabstein befindet sich ein Palindrom des Künstlers. Der Nachlass wird vom Kunstmuseum Liechtenstein betreut.

## Ausstellungen (Auswahl)
- 1969: Einzelausstellung, Galerie Felix Handschin, Basel
- 1970: Eat-Art-Objekte, Eat Art-Galerie, Düsseldorf
- 1971: Zeichnungen – Paraphrasen, Kunstmuseum, Basel
- 1972 Documenta 5, Kassel in der Abteilung Individuelle Mythologien und
- 1977 Documenta 6, Kassel
- 2013: André Thomkins: Eternal Network. Retrospektive, Kunstmuseum Liechtenstein[4], 2013 in der Kunsthalle Düsseldorf, 2014 in der Neuen Galerie Graz[5]